# Authentisierungszentrale
Der Begriff Authentisierungszentrale (auch Authentifizierungszentrale) oder englisch Authentication Centre (AuC) bezeichnet eine Funktion zur Authentifizierung von SIM-Karten gegenüber dem digitalen GSM-Mobilfunknetz (normalerweise nach dem Einschalten des Mobiltelefons). Das AuC enthält neben den Algorithmen A3 und A8 auch die geheimen Authentifizierungsschlüssel Ki der Teilnehmer.
Sobald die Authentifizierung erfolgreich abgeschlossen ist, ist das Home Location Register in der Lage, die SIM und GSM-Dienste zu verwalten. Des Weiteren wird ein kryptologischer Schlüssel erzeugt, der zur Verschlüsselung der gesamten Kommunikation zwischen dem Mobiltelefon und dem GSM-Netz dient.
Eine sichere Implementierung in diesem Bereich ist nötig, um die sogenannte SIM-Klonierung (SIM-cloning), die Möglichkeit, eine SIM-Karte für eine andere auszugeben, zu verhindern.